# Galgepolder
De Galgepolder was een polder en een waterschap met een oppervlakte van 6 hectare in de voormalige gemeente Noordgouwe op Schouwen-Duiveland in de Nederlandse provincie Zeeland.
De polder werd bedijkt in 1653 en maakte oorspronkelijk deel uit van de Sint Jeroenspolder. Deze was in 1630 overstroomd en bij de herdijking in 1647 was een gedeelte buitendijks blijven liggen. De Galgepolder dankt zijn naam aan het feit dat de galg van de hoge heerlijkheid Dreischor hier stond.
De polder overstroomde in 1715, 1808, 1825 en 1953. De polder viel in 1953 op 22 maart weer droog, waarna in hetzelfde jaar de dijk met de oostelijk gelegen Adriana Johannapolder werd afgegraven.